# Tournoi d'ouverture du championnat d'Argentine de football 2006
Navigation
Tournoi précédent Tournoi suivant
Le tournoi d'ouverture de la saison 2006 du Championnat d'Argentine de football est le premier tournoi semestriel de la 77e édition du championnat de première division en Argentine. Les vingt équipes sont regroupées au sein d'une poule unique où elles affrontent une fois chacun de leurs adversaires. Il n'y a ni promotion, ni relégation à l'issue de ce tournoi.
C'est le club d'Estudiantes (La Plata) qui remporte le tournoi après avoir battu lors d'un match de barrage historique Boca Juniors, les deux clubs ayant terminé à égalité de points en tête du classement final, une première dans l'histoire des tournois saisonniers. River Plate complète le podium à six points du duo de tête. C'est le cinquième titre de l'histoire du club, le premier depuis son succès lors du Nacional 1983.

## Qualifications continentales
Le vainqueur du tournoi Ouverture est directement qualifié pour la Copa Libertadores 2008. 

## Les clubs participants
| \| Buenos Aires La Plata Rosario Santa Fe Córdoba Jujuy Mendoza \| Villes représentées lors de la saison 2006-2007 |
| Buenos Aires La Plata Rosario Santa Fe Córdoba Jujuy Mendoza                                                       |

- Arsenal
- Gimnasia y Esgrima (La Plata)
- Gimnasia y Esgrima (Jujuy)
- Rosario Central
- Quilmes
- Boca Juniors
- Banfield
- Colón (Santa Fe)
- Independiente
- Lanús
- Newell's Old Boys (Rosario)
- Argentinos Juniors
- Racing Club
- San Lorenzo de Almagro
- Estudiantes (La Plata)
- River Plate
- Vélez Sársfield
- Godoy Cruz (Mendoza) - Promu de Primera B Nacional
- Nueva Chicago - Promu de Primera B Nacional
- Belgrano (Córdoba) - Promu de Primera B Nacional

## Compétition
Le barème utilisé pour établir le classement est le suivant :
- Victoire : 3 points
- Match nul : 1 point
- Défaite : 0 point

### Classement
| Rang | Équipe                        | Pts | J  | G  | N | P  | Bp | Bc | Diff |
| ---- | ----------------------------- | --- | -- | -- | - | -- | -- | -- | ---- |
| 1    | Estudiantes (La Plata)        | 44  | 19 | 14 | 2 | 3  | 35 | 12 | +23  |
| 2    | Boca JuniorsT                 | 44  | 19 | 14 | 2 | 3  | 41 | 17 | +24  |
| 3    | River Plate                   | 38  | 19 | 11 | 5 | 3  | 33 | 17 | +16  |
| 4    | Independiente                 | 32  | 19 | 10 | 2 | 7  | 33 | 24 | +9   |
| 5    | Arsenal                       | 32  | 19 | 9  | 5 | 5  | 26 | 22 | +4   |
| 6    | Lanús                         | 31  | 19 | 9  | 4 | 6  | 26 | 24 | +2   |
| 7    | Vélez Sarsfield               | 30  | 19 | 8  | 6 | 5  | 25 | 18 | +7   |
| 8    | Rosario Central               | 28  | 19 | 8  | 4 | 7  | 28 | 22 | +6   |
| 9    | San Lorenzo de Almagro        | 28  | 19 | 8  | 4 | 7  | 30 | 33 | -3   |
| 10   | Racing Club                   | 26  | 19 | 7  | 5 | 7  | 22 | 19 | +3   |
| 11   | Gimnasia y Esgrima (Jujuy)    | 26  | 19 | 8  | 2 | 9  | 19 | 19 | 0    |
| 12   | Belgrano (Córdoba)P           | 23  | 19 | 6  | 5 | 8  | 18 | 24 | -6   |
| 13   | Gimnasia y Esgrima (La Plata) | 23  | 19 | 7  | 2 | 10 | 21 | 40 | -19  |
| 14   | Nueva ChicagoP                | 22  | 19 | 6  | 4 | 9  | 20 | 32 | -12  |
| 15   | Banfield                      | 20  | 19 | 4  | 8 | 7  | 21 | 26 | -5   |
| 16   | Argentinos Juniors            | 20  | 19 | 5  | 5 | 9  | 22 | 28 | -6   |
| 17   | Colón (Santa Fe)              | 18  | 19 | 5  | 3 | 11 | 20 | 34 | -14  |
| 18   | Godoy Cruz (Mendoza)P         | 17  | 19 | 3  | 8 | 8  | 19 | 26 | -7   |
| 19   | Newell's Old Boys (Rosario)   | 16  | 19 | 3  | 7 | 9  | 21 | 28 | -7   |
| 20   | Quilmes                       | 9   | 19 | 2  | 3 | 14 | 23 | 38 | -15  |

|  | Participation au barrage pour le titre          |
|  | T : Tenant du titre P : Club promu de Primera B |

### Barrage pour le titre
| 13 décembre 2006 | Boca Juniors | 1 - 2 | Estudiantes (La Plata) | Estadio José Amalfitani, Buenos Aires            |                                                  |
| 17:10            | Palermo 4e   |       | Sosa 65e · Pavone 81e  | Spectateurs : 40 000 Arbitrage : Sergio Pezzotta | Spectateurs : 40 000 Arbitrage : Sergio Pezzotta |

## Bilan de la saison
| Championnat d'Argentine de football 2006 |                                   |
| Champion                                 | Estudiantes (La Plata) (5e titre) |
| Coupes et trophées                       |                                   |
| Vainqueur de la Coupe d'Argentine 2006   | Non disputée                      |
| Qualifications continentales             |                                   |
| Copa Libertadores 2008                   | Estudiantes (La Plata)            |
| Promotions et relégations                |                                   |
| Promus en Primera Division               | Aucun                             |
| Relégués en Primera B Nacional           | Aucun                             |